# Блюменталь, Оскар
О́скар Блю́менталь (нем. Oscar Blumenthal; 13 марта 1852, Берлин — 24 апреля 1917, там же) — немецкий драматург, поэт и театральный критик, шахматист и шахматный композитор.

## Биография
Оскар Блюменталь родился и получил образование в Берлине. В 1872 году получил степень доктора философии в Лейпцигском университете. Тогда же он был редактором лейпцигской газеты «Deutsche Dichterhalle». В 1873 году учредил газету «Neue Monatshefte für Dichtkunst und Kritik». В 1875 году Блюменталь вернулся в Берлин, где до 1887 года работал театральным критиком газеты «Berliner Tageblatt». Его статьи отличались особым юмором и остроумием, иногда довольно резким; за это Блюменталь получил прозвище «кровожадный Оскар» («blutiger Oskar»). В 1887 году открыл в Берлине Лессинг-театр и был его директором до 1898 года. В 1894 и 1895 годах был также директором Берлинского театра.
Помимо своих пьес (наиболее известная из них — «Im weißen Rössl» — была написана совместно с Густавом Кадельбургом), Блюменталь известен своими короткими юмористическими стихами, например:
Das ist ein hässliches Gebrechen,
Wenn Menschen wie die Bücher sprechen.
Doch reich und fruchtbar sind für jeden
Die Bücher, die wie Menschen reden.
(Это неправильно, поймите,
Коль люди говорят, как книги.
Для всех куда полезней будет,

Коль книги говорят, как люди.)
Также Блюменталь известен своей публикацией произведений и рукописей Кристиана Дитриха Граббе.

## Произведения

### Пьесы и романы
- Allerhand Ungezogenheiten (1874)
- Für alle Wagen und Menschenklassen (1875)
- Bummelbriefe (1880)
- Der Probepfeil (1882)
- Die große Glocke (1887)
- Der Zaungast (1889)
- Großstadtluft (1891)
- Hans Huckebein (1897)

### Совместно сГуставом Кадельбургом
- Im weißen Rössl (1898)
- Merkzettel (1898)
- Verbotene Stücke (1900)

### Шахматное творчество
Пример шахматной задачи-миниатюры:
|   | a | b | c | d | e | f | g | h |   |
| - | --- | --- | --- | --- | --- | --- | --- | --- | - |
| 8 | c6 чёрная пешка · g6 белый слон · b4 белый конь · c4 чёрный король · f4 белый король · a3 белый ферзь · e3 белая пешка | c6 чёрная пешка · g6 белый слон · b4 белый конь · c4 чёрный король · f4 белый король · a3 белый ферзь · e3 белая пешка | c6 чёрная пешка · g6 белый слон · b4 белый конь · c4 чёрный король · f4 белый король · a3 белый ферзь · e3 белая пешка | c6 чёрная пешка · g6 белый слон · b4 белый конь · c4 чёрный король · f4 белый король · a3 белый ферзь · e3 белая пешка | c6 чёрная пешка · g6 белый слон · b4 белый конь · c4 чёрный король · f4 белый король · a3 белый ферзь · e3 белая пешка | c6 чёрная пешка · g6 белый слон · b4 белый конь · c4 чёрный король · f4 белый король · a3 белый ферзь · e3 белая пешка | c6 чёрная пешка · g6 белый слон · b4 белый конь · c4 чёрный король · f4 белый король · a3 белый ферзь · e3 белая пешка | c6 чёрная пешка · g6 белый слон · b4 белый конь · c4 чёрный король · f4 белый король · a3 белый ферзь · e3 белая пешка | 8 |
| 7 | c6 чёрная пешка · g6 белый слон · b4 белый конь · c4 чёрный король · f4 белый король · a3 белый ферзь · e3 белая пешка | c6 чёрная пешка · g6 белый слон · b4 белый конь · c4 чёрный король · f4 белый король · a3 белый ферзь · e3 белая пешка | c6 чёрная пешка · g6 белый слон · b4 белый конь · c4 чёрный король · f4 белый король · a3 белый ферзь · e3 белая пешка | c6 чёрная пешка · g6 белый слон · b4 белый конь · c4 чёрный король · f4 белый король · a3 белый ферзь · e3 белая пешка | c6 чёрная пешка · g6 белый слон · b4 белый конь · c4 чёрный король · f4 белый король · a3 белый ферзь · e3 белая пешка | c6 чёрная пешка · g6 белый слон · b4 белый конь · c4 чёрный король · f4 белый король · a3 белый ферзь · e3 белая пешка | c6 чёрная пешка · g6 белый слон · b4 белый конь · c4 чёрный король · f4 белый король · a3 белый ферзь · e3 белая пешка | c6 чёрная пешка · g6 белый слон · b4 белый конь · c4 чёрный король · f4 белый король · a3 белый ферзь · e3 белая пешка | 7 |
| 6 | c6 чёрная пешка · g6 белый слон · b4 белый конь · c4 чёрный король · f4 белый король · a3 белый ферзь · e3 белая пешка | c6 чёрная пешка · g6 белый слон · b4 белый конь · c4 чёрный король · f4 белый король · a3 белый ферзь · e3 белая пешка | c6 чёрная пешка · g6 белый слон · b4 белый конь · c4 чёрный король · f4 белый король · a3 белый ферзь · e3 белая пешка | c6 чёрная пешка · g6 белый слон · b4 белый конь · c4 чёрный король · f4 белый король · a3 белый ферзь · e3 белая пешка | c6 чёрная пешка · g6 белый слон · b4 белый конь · c4 чёрный король · f4 белый король · a3 белый ферзь · e3 белая пешка | c6 чёрная пешка · g6 белый слон · b4 белый конь · c4 чёрный король · f4 белый король · a3 белый ферзь · e3 белая пешка | c6 чёрная пешка · g6 белый слон · b4 белый конь · c4 чёрный король · f4 белый король · a3 белый ферзь · e3 белая пешка | c6 чёрная пешка · g6 белый слон · b4 белый конь · c4 чёрный король · f4 белый король · a3 белый ферзь · e3 белая пешка | 6 |
| 5 | c6 чёрная пешка · g6 белый слон · b4 белый конь · c4 чёрный король · f4 белый король · a3 белый ферзь · e3 белая пешка | c6 чёрная пешка · g6 белый слон · b4 белый конь · c4 чёрный король · f4 белый король · a3 белый ферзь · e3 белая пешка | c6 чёрная пешка · g6 белый слон · b4 белый конь · c4 чёрный король · f4 белый король · a3 белый ферзь · e3 белая пешка | c6 чёрная пешка · g6 белый слон · b4 белый конь · c4 чёрный король · f4 белый король · a3 белый ферзь · e3 белая пешка | c6 чёрная пешка · g6 белый слон · b4 белый конь · c4 чёрный король · f4 белый король · a3 белый ферзь · e3 белая пешка | c6 чёрная пешка · g6 белый слон · b4 белый конь · c4 чёрный король · f4 белый король · a3 белый ферзь · e3 белая пешка | c6 чёрная пешка · g6 белый слон · b4 белый конь · c4 чёрный король · f4 белый король · a3 белый ферзь · e3 белая пешка | c6 чёрная пешка · g6 белый слон · b4 белый конь · c4 чёрный король · f4 белый король · a3 белый ферзь · e3 белая пешка | 5 |
| 4 | c6 чёрная пешка · g6 белый слон · b4 белый конь · c4 чёрный король · f4 белый король · a3 белый ферзь · e3 белая пешка | c6 чёрная пешка · g6 белый слон · b4 белый конь · c4 чёрный король · f4 белый король · a3 белый ферзь · e3 белая пешка | c6 чёрная пешка · g6 белый слон · b4 белый конь · c4 чёрный король · f4 белый король · a3 белый ферзь · e3 белая пешка | c6 чёрная пешка · g6 белый слон · b4 белый конь · c4 чёрный король · f4 белый король · a3 белый ферзь · e3 белая пешка | c6 чёрная пешка · g6 белый слон · b4 белый конь · c4 чёрный король · f4 белый король · a3 белый ферзь · e3 белая пешка | c6 чёрная пешка · g6 белый слон · b4 белый конь · c4 чёрный король · f4 белый король · a3 белый ферзь · e3 белая пешка | c6 чёрная пешка · g6 белый слон · b4 белый конь · c4 чёрный король · f4 белый король · a3 белый ферзь · e3 белая пешка | c6 чёрная пешка · g6 белый слон · b4 белый конь · c4 чёрный король · f4 белый король · a3 белый ферзь · e3 белая пешка | 4 |
| 3 | c6 чёрная пешка · g6 белый слон · b4 белый конь · c4 чёрный король · f4 белый король · a3 белый ферзь · e3 белая пешка | c6 чёрная пешка · g6 белый слон · b4 белый конь · c4 чёрный король · f4 белый король · a3 белый ферзь · e3 белая пешка | c6 чёрная пешка · g6 белый слон · b4 белый конь · c4 чёрный король · f4 белый король · a3 белый ферзь · e3 белая пешка | c6 чёрная пешка · g6 белый слон · b4 белый конь · c4 чёрный король · f4 белый король · a3 белый ферзь · e3 белая пешка | c6 чёрная пешка · g6 белый слон · b4 белый конь · c4 чёрный король · f4 белый король · a3 белый ферзь · e3 белая пешка | c6 чёрная пешка · g6 белый слон · b4 белый конь · c4 чёрный король · f4 белый король · a3 белый ферзь · e3 белая пешка | c6 чёрная пешка · g6 белый слон · b4 белый конь · c4 чёрный король · f4 белый король · a3 белый ферзь · e3 белая пешка | c6 чёрная пешка · g6 белый слон · b4 белый конь · c4 чёрный король · f4 белый король · a3 белый ферзь · e3 белая пешка | 3 |
| 2 | c6 чёрная пешка · g6 белый слон · b4 белый конь · c4 чёрный король · f4 белый король · a3 белый ферзь · e3 белая пешка | c6 чёрная пешка · g6 белый слон · b4 белый конь · c4 чёрный король · f4 белый король · a3 белый ферзь · e3 белая пешка | c6 чёрная пешка · g6 белый слон · b4 белый конь · c4 чёрный король · f4 белый король · a3 белый ферзь · e3 белая пешка | c6 чёрная пешка · g6 белый слон · b4 белый конь · c4 чёрный король · f4 белый король · a3 белый ферзь · e3 белая пешка | c6 чёрная пешка · g6 белый слон · b4 белый конь · c4 чёрный король · f4 белый король · a3 белый ферзь · e3 белая пешка | c6 чёрная пешка · g6 белый слон · b4 белый конь · c4 чёрный король · f4 белый король · a3 белый ферзь · e3 белая пешка | c6 чёрная пешка · g6 белый слон · b4 белый конь · c4 чёрный король · f4 белый король · a3 белый ферзь · e3 белая пешка | c6 чёрная пешка · g6 белый слон · b4 белый конь · c4 чёрный король · f4 белый король · a3 белый ферзь · e3 белая пешка | 2 |
| 1 | c6 чёрная пешка · g6 белый слон · b4 белый конь · c4 чёрный король · f4 белый король · a3 белый ферзь · e3 белая пешка | c6 чёрная пешка · g6 белый слон · b4 белый конь · c4 чёрный король · f4 белый король · a3 белый ферзь · e3 белая пешка | c6 чёрная пешка · g6 белый слон · b4 белый конь · c4 чёрный король · f4 белый король · a3 белый ферзь · e3 белая пешка | c6 чёрная пешка · g6 белый слон · b4 белый конь · c4 чёрный король · f4 белый король · a3 белый ферзь · e3 белая пешка | c6 чёрная пешка · g6 белый слон · b4 белый конь · c4 чёрный король · f4 белый король · a3 белый ферзь · e3 белая пешка | c6 чёрная пешка · g6 белый слон · b4 белый конь · c4 чёрный король · f4 белый король · a3 белый ферзь · e3 белая пешка | c6 чёрная пешка · g6 белый слон · b4 белый конь · c4 чёрный король · f4 белый король · a3 белый ферзь · e3 белая пешка | c6 чёрная пешка · g6 белый слон · b4 белый конь · c4 чёрный король · f4 белый король · a3 белый ферзь · e3 белая пешка | 1 |
|   | a | b | c | d | e | f | g | h |   |

Решение: 1.Кd5! Цугцванг 

1...Кр:d5 2.Сf7X Идеальный мат 

1...Крb5 2.Сd3Х 

1...c5 2.Фd3Х 

1...с:d5 2.Сd3X Правильный мат 

- Oscar Blumenthal : Schachminiaturen, 1902 (Electronic Edition)  (нем.) Шахматные задачи-миниатюры, 1902. (PDF-формат; 551 kB)
- Oscar Blumenthal : Schachminiaturen, Neue Folge, 1903 (Electronic Edition)  (нем.) Шахматные задачи-миниатюры, 1903. (PDF-формат; 242 kB)